# Джеф Сарвер
Джеф Сарвер (на английски: Jeff Sarwer) е канадски шахматист, бил дете чудо в шахмата. Харизматичната му личност и талантът му в шахмата го превръщат в известна медийна фигура. Шахматната му кариера и необичайният живот на самейството му са били тема на много статии и телевизионни шоута.
Атакуващият стил на игра на Сарвер често е сравняван с този на Боби Фишер, световен шампион от 1972 до 1975 година.
Сарвер печели Световния шампионат за Младежи под 10 години в Пуерто Рико през 1986, представяйки Канада. Още когато е на 8-годишна възраст, много хора вярват, че той ще бъде един от най-големите феномени в историята на играта. Алън Кауфман, оглавяващ Американската Шахматна Фондация, казва „Джеф на 9 е по-силен от Боби, когато беше на 11“. Брус Пандолфини казва „От няколкото хиляди деца, които съм обучавал, Джеф със сигурност е най-удивителният млад играч, когото някога съм виждал“.[източник? (Поискан днес)]

## Биография
Роден е на 14 май 1978 г. в Кингстън, Онтарио, Канада, от майка финландка и баща канадец, Сарвер научава правилата на шахмата едва четиригодишен, от сестра си Джулия, която е с две години по-голяма от него. На 6 години той започва да играе в Манхатънския Шахматен Клуб, който по това време се явява един от най-престижните клубове в света. Мениджър тогава е Брус Пандолфини, който е толкова впечатлен, че дава на него и сестра му, безплатни доживотни членства, които обикновено са резервирани за гросмайстори.
Сарвер е забавлявал големи тълпи, играейки срещу 40 души по едно и също време, т.нар. сеанс на едновременна игра, всеки път в Деня на Канада, откакто е 7-годишен, в Парламент Хил, Отава. Също е участвал в бързи шахмат игри, в Washington Square Park в Ню Йорк, където много хора се събират, за да гледат представянията му.

## Присъствие в медиите
Когато е седемгодишен, ентусиазмът за игра на Сарвер приковава вниманието на гросмайстора Едмар Меднис и той го кани да анализира мача от Световното първенство през 1986 между Каспаров-Карпов, по PBS. Джеф и сестра му Джулия (която също е шампион при момичетата под 10 години), отново се появяват по телевизията през 1987, когато е реваншът. След това те стават добре известни в медийните среди и взимат участие в различни шоута, превръщат се и в тема за документален филм.
Списания като GQ и Sports Illustrated са писали статии за Сарвер и семейството му, често подчертавайки техния странен начин на живот и поставяйки под въпрос безопасността и развитието на кариерата му като шахматист, в условията на грижа от страна на бащата.

## Статията въвVanity Fair
Когато разбира, че няма да може изцяло да контролира живота на Джеф, баща му, не му позволява да продължи шахматната си кариера. Той премества семейството от Ню Йорк и попада в неприятности с Обществото за помощ на децата в Онтарио. Статия в списанието Vanity Fair от Джон Калапинто, описва насилие над Джеф и Джулия от страна на баща им. По тази причина те са му отнети и биват изпратени в защитно попечителство.
Децата, обаче, избягват, връщат се при баща си и се скриват от властите, за да не бъдат отново върнати там. Семейството живее в различни държави и свиква с воденето на анонимен начин на живот.

## Searching for Bobby Fischer
През 1993 е пуснат филм, наречен „Searching for Bobby Fischer“ (Невинни ходове). Филмът е вдъхновен от историята на Джош Уейтскин, а Джеф Сарвер е представен там като Джонатан По.
В последната игра във филма, Джонатан По отказва предложение за равенство и след това губи.
В действителния мач, който е бил проведен между играчите Уейтскин и Сарвер, когато са съответно на 9 и 7 години, Сарвер отказва равенство, но играта и завършва с реми, няколко хода по-късно. Единствената следваща среща между тях, завършва в полза на Сарвер.

## Участие в шахматен турнир след дългогодишна пауза
След като изчезва от шахмата, докато е все още много малък, много хора мислят, че Сарвер никога няма отново да бъде видян да играе шах. През септември 2007 г. той се завръща и взима участие в турнир по бърз шах в Малборк, Полша. Завършва на трето място, с резултат 7/9. Участват общо 86 играчи, четирима от които гросмайстори.

## Покер
От декември 2008 г., Сарвер играе в Европейския Покер Турнир (EPT). Два пъти е бил на финалната маса и е спечелил около $500 000. През февруари 2010 г. списанието Bluff Europe публикува статия за него и новата му покер кариера.